# 이완 (배우)
이완(李完, 본명: 김형수 (金亨洙), 1984년 1월 3일 ~ )은 대한민국의 배우이다.

## 생애
이완은 누나가 둘 있으며 큰누나는 김희원, 작은누나는 대한민국의 배우 김태희이다. 종교는 천주교이며, 세례명은 다니엘이다. 마포고등학교, 국민대학교 체육학과, 국민대학교 스포츠산업대학원 스포츠경영학과를 나왔으며 2003년 SBS 드라마 《천국의 계단》으로 데뷔했으며 작은 누나 김태희와 출연하였다.

## 학력
- 마포고등학교 (졸업)
- 국민대학교 체육학과 02학번 (졸업)
- 국민대학교 스포츠산업대학원 스포츠경영학과 (졸업)

## 경력
- 2007년 제11회 부천국제판타스틱영화제 홍보대사

## 출연

### 드라마
- 2003년 SBS 《요조숙녀》 - 남경석 역
- 2003년 MBC 《한뼘드라마》
- 2003년 SBS 《천국의 계단》 - 어린 한태화 / 한철수 역 (신현준 아역)
- 2004년 KBS 2TV 《백설공주》 - 한선우 역
- 2004년 SBS 《작은 아씨들》 - 차일도 역
- 2005년 SBS 《해변으로 가요》 - 장태풍 역
- 2006년 SBS 《천국의 나무》 - 윤서 역
- 2007년 KBS 2TV 《인순이는 예쁘다》 - 장근수 역
- 2009년 SBS 《태양을 삼켜라》 - 장태혁 역
- 2009년 후지 TV 《목련꽃 아래서》 - 진영 역
- 2011년 국군방송 《행군》 - 공혁 상병 역
- 2013년 네이버 TV 《아직 헤어지지 않았기 때문에》 - 김인철 역
- 2016년 SBS 《우리 갑순이》 - 신세계 역
- 2023년 SBS 《국민사형투표》 - 정진욱 역

### 영화
- 2007년 《베로니카, 죽기로 결심하다》 - 쿠로도 역
- 2008년 《거위의 꿈》 - 정우 역
- 2008년 《소년은 울지 않는다》 - 종두 역
- 2015년 《연평해전》 - 이희완 중위 역
- 2021년 《영화의 거리》 - 도영 역
- 2022년 《피는 물보다 진하다》 - 영민 역

### 예능
- 2009년 KBS 2TV 《출발! 드림팀 시즌 2》
- 2014년 MBC 《아이돌 풋살 월드컵》
- 2014년 KBS 2TV 《우리동네 예체능》
- 2015년 MBC 《천생연분 리턴즈》
- 2016년 SBS 《일요일이 좋다 - 런닝맨》
- 2017년 SBS 《정글의 법칙》
- 2022년 TV조선 《골프왕 3》

## 수상 및 후보
| 연도 | 시상식       | 부문                           | 작품          | 결과 |
| ---- | ------------ | ------------------------------ | ------------- | ---- |
| 2004 | SBS 연기대상 | 남자 뉴스타상                  | 작은 아씨들   | 수상 |
| 2004 | KBS 연기대상 | 남자 신인연기상                | 백설공주      | 수상 |
| 2009 | SBS 연기대상 | 특별기획부문 연기상            | 태양을 삼켜라 | 후보 |
| 2016 | SBS 연기대상 | 장편드라마부문 남자 우수연기상 | 우리 갑순이   | 후보 |